# Iridomyrmex
Iridomyrmex es un género de hormigas de la subfamilia Dolichoderinae. Tiene 79 especies y subespecies que se encuentran desde la India a China, Australia y Nueva Caledonia.

## Descripción
A diferencia de otros géneros en Dolichoderinae, las hormigas del género Iridomyrmex tienen el margen frontal del clípeo por encima de las mandíbulas, muy modificadas, con zonas convexas hacia los lados y una proyección central, que varía de fuertemente a poco desarrolladas. Los ojos compuestos están relativamente altos en la cabeza y lejos de las mandíbulas.

## Comportamiento

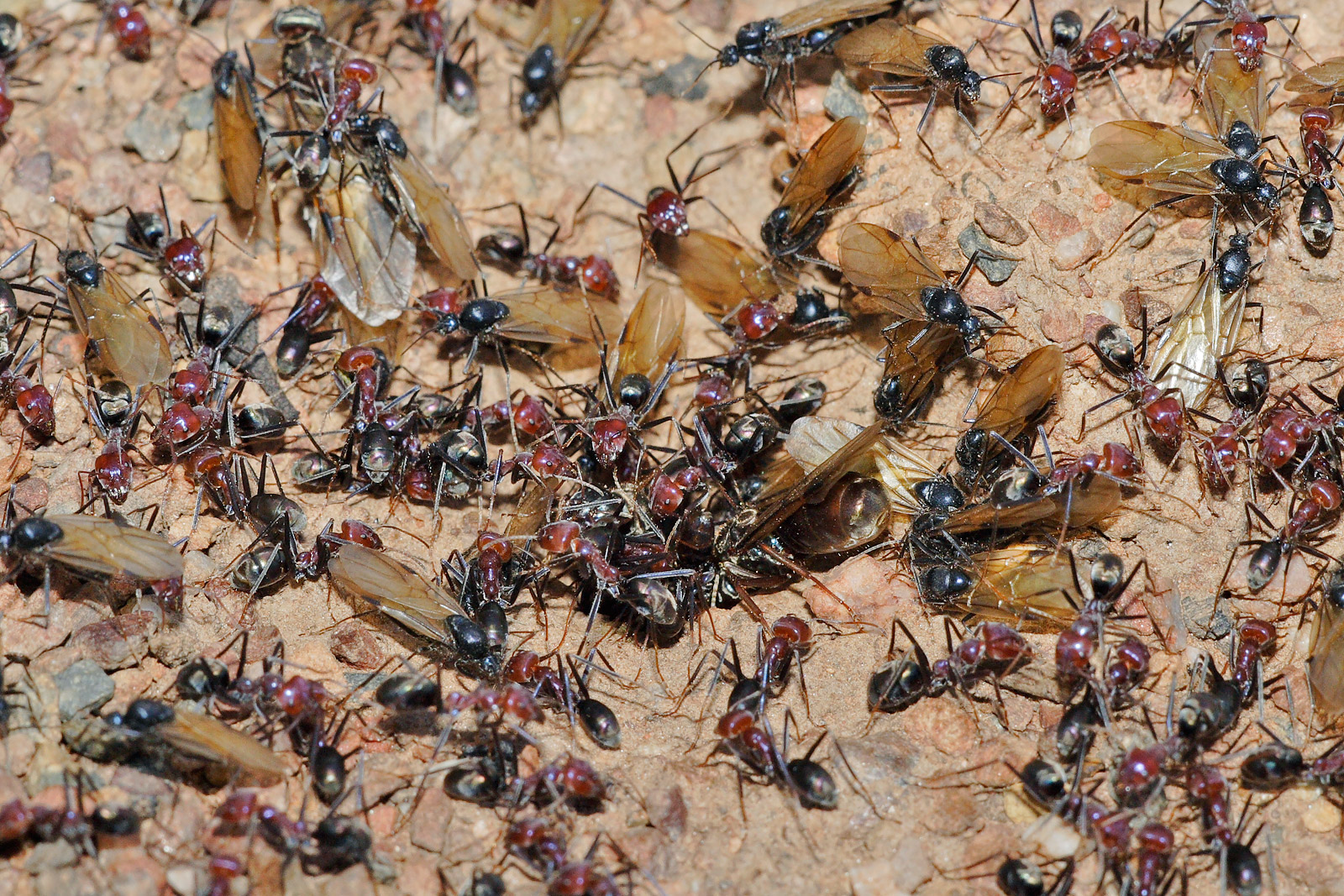
Enjambre

Las hormigas Iridomyrmex son generalmente agresivas con otras hormigas. Forman grandes nidos (de varios cientos a más de 300 000 obreras), lo que limita el número de nidos en competencia que se pueden formar en una zona determinada. A menudo, las únicas especies de hormigas vecinas con las que pueden coexistir, son aquellas que son de diferente tamaño o aquellas que buscan sus alimentos en diferentes momentos, lo que limita el contacto con las hormigas Iridomyrmex. Pueden ser territoriales, incluso con las hormigas de su misma especie pero de diferentes nidos.
Los nidos pueden estar por encima o por debajo del suelo, con algunas especies como I. coniferas que alterna entre los dos. Las I. purpureus son conocidas por crear "súper-colonias" de muchos pequeños nidos que están conectados entre sí, alcanzando espacios de hasta 650 metros de longitud.

## Alimentación
Las hormigas Iridomyrmex suelen ser carroñeras. Las obreras de algunas especies forman carreteras hasta las fuentes de alimentos, mientras que las obreras de otras especies forrajeras lo hacen en forma individual. Las Iridomyrmex se sienten especialmente atraídas por las semillas con eleosomas. Recogen estas semillas y retiran el eleosoma, desechando las semillas posteriormente. Las plantas que brotan de estas semillas proporcionan la agresividad de las hormigas Iridomyrmex , dándoles una mejor oportunidad de supervivencia.
Las orugas de ciertas especies de mariposas tienen una relación simbiótica con las hormigas Iridomyrmex. Producen secreciones de las que las hormigas se alimentan. En casos extremos, las hormigas se llevan las orugas a sus nidos en las que las protegerán. Estas hormigas también pueden recoger insectos áfidos y cocoideoss, recogiendo su néctar cuando lo necesitan.

## Predadores
Algunas especies de invertebrados se especializan en depredación de las hormigas Iridomyrmex. Hay especies de arañas que pueden detectar las comunicaciones químicas de las hormigas y selectivamente atacan a los miembros lesionados. Los escarabajos de tierra también han sabido crear madrigueras cerca de los nidos de hormigas y se aprovechan de los trabajadores que pasan por sus cercanías.
Moloch horridus, el diablo espinoso, es también un importante depredador de las Iridomyrmex.

## Especies
- Iridomyrmex agilis Forel, 1907

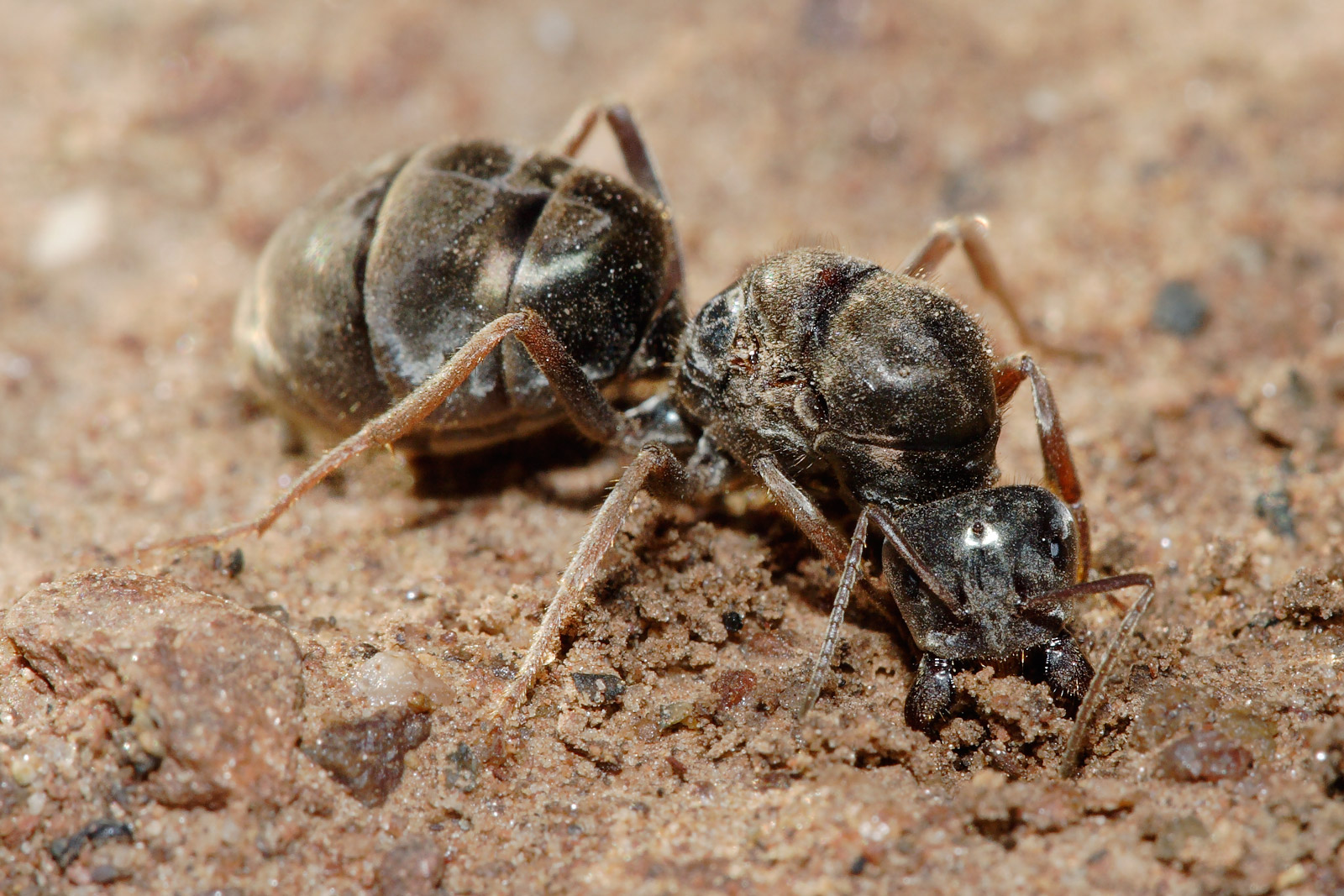
Reina cavando un pozo

- Iridomyrmex albitarsus Wheeler, 1927
- Iridomyrmex alpinus Heterick & Shattuck, 2011
- Iridomyrmex anceps (Roger, 1863)
- Iridomyrmex anderseni Shattuck, 1993
- Iridomyrmex angusticeps Forel, 1901
- Iridomyrmex anteroinclinus Shattuck, 1993
- Iridomyrmex argutus Shattuck, 1993
- Iridomyrmex bicknelli Emery, 1898
- Iridomyrmex bigi Shattuck, 1993
- Iridomyrmex breviantennis Théobald, 1937
- Iridomyrmex butteli (Forel, 1913)
- Iridomyrmex calvus Emery, 1914
- Iridomyrmex cappoinclinus Shattuck, 1993
- Iridomyrmex cephaloinclinus Shattuck, 1993
- Iridomyrmex chasei Forel, 1902
- Iridomyrmex coeruleus Heterick & Shattuck, 2011
- Iridomyrmex conifer Forel, 1902
- Iridomyrmex cyaneus Wheeler, 1915
- Iridomyrmex discors Forel, 1902
- Iridomyrmex dromus Clark, 1938
- Iridomyrmex emeryi Crawley, 1918
- Iridomyrmex exsanguis Forel, 1907
- Iridomyrmex extensus Emery, 1887
- Iridomyrmex florissantius Carpenter, 1930
- Iridomyrmex galbanus Shattuck, 1993
- Iridomyrmex geinitzi (Mayr, 1868)
- Iridomyrmex gibbus Heterick & Shattuck, 2011
- Iridomyrmex gracilis (Lowne, 1865)
- Iridomyrmex greensladei Shattuck, 1993
- Iridomyrmex hartmeyeri Forel, 1907
- Iridomyrmex haueri (Mayr, 1867)
- Iridomyrmex hesperus Shattuck, 1993
- Iridomyrmex innocens Forel, 1907
- Iridomyrmex krakatauae Wheeler, 1924
- Iridomyrmex latifrons Karavaiev, 1933
- Iridomyrmex lividus Shattuck, 1993
- Iridomyrmex mapesi Wilson, 1985
- Iridomyrmex mattiroloi Emery, 1898
- Iridomyrmex meinerti Forel, 1901
- Iridomyrmex mimulus Shattuck, 1993
- Iridomyrmex minor Forel, 1915
- Iridomyrmex mjobergi Forel, 1915
- Iridomyrmex notialis Shattuck, 1993
- Iridomyrmex oblongiceps Wheeler, 1915
- Iridomyrmex obscurans Carpenter, 1930
- Iridomyrmex obscurior Forel, 1902
- Iridomyrmex obscurus Crawley, 1921
- Iridomyrmex obsidianus Emery, 1914
- Iridomyrmex occiduus Shattuck, 1993
- Iridomyrmex prismatis Shattuck, 1993
- Iridomyrmex purpureus (Smith, 1858)
- Iridomyrmex reburrus Shattuck, 1993
- Iridomyrmex rufoinclinus Shattuck, 1993
- Iridomyrmex rufoniger (Lowne, 1865)
- Iridomyrmex sanguineus Forel, 1910
- Iridomyrmex spadius Shattuck, 1993
- Iridomyrmex spodipilus Shattuck, 1993
- Iridomyrmex variscapus Shattuck, 1993
- Iridomyrmex vicinus Clark, 1934
- Iridomyrmex viridiaeneus Viehmeyer, 1914
- Iridomyrmex viridigaster Clark, 1941
- Iridomyrmex wingi Donisthorpe, 1949